# Cipocereus crassisepalus
Cipocereus crassisepalus es una especie de planta suculenta perteneciente al género Cipocereus, dentro de la familia Cactaceae. Es endémica del sudeste de Brasil.

## Descripción
Cipocereus crassisepalus es una especie de cactus que crece en forma de árbol, se ramifica irregularmente y alcanza alturas de hasta 2 m. Los tallos son segmentados y de color verde oscuro. Tienen un diámetro de hasta 6 cm y presentan de 4 a 6 costillas romas que se engrosan alrededor de las areolas redondas. 
Inicialmente, de las areolas emerge una lana gruesa de color marrón rojizo y pelos erizados, que con la edad se vuelven grises y se caen, por lo que finalmente las areolas quedan calvas. Las espinas inicialmente son de color marrón rojizo brillante y se vuelven grises con la punta más oscura con el paso del tiempo. Entre ellas se distinguen de 1 a 2 espinas centrales dirigidas hacia arriba y que miden hasta 3 cm de largo. También hay aproximadamente 3 espinas marginales extendidas y que miden hasta 2,5 cm de largo.
Las flores son de color blanco y miden entre 4 y 7,5 cm de diámetro, y unos 7 cm de largo. Los frutos tienen forma de pera y son de color blanco amarillento, tiñéndose de púrpura con la madurez. 

## Distribución y hábitat
El área de distribución nativa de esta especie es el sudeste de Brasil (concretamente en el estado de Minas Gerais) y crece principalmente en el bioma tropical estacionalmente seco.

## Taxonomía
La primera descripción de esta especie fue como Cereus crassisepalus, publicada en 1973 por los botánicos Albert Frederik Hendrik Buining y Arnold J. Brederoo en el libro Die Kakteen 53: CIVb.
Más tarde, los botánicos Daniela Cristina Zappi y Nigel Paul Taylor trasladaron la especie al género Cipocereus, por lo que pasó a llamarse Cipocereus crassisepalus. Registraron estos cambios en la revista científica Bradleya 9: 86, publicada en 1991.
Etimología
- Cipocereus: nombre genérico que deriva de la combinación de las palabras cipo (que hace referencia a la Sierra del Cipó en el estado brasileño de Minas Gerais, lugar donde se ubica una de la especies) y la palabra latina cereus (que se traduce como 'vela' o 'cirio'), haciendo alusión a su forma alargada perfectamente recta.[6]
- crassisepalus: epíteto específico que deriva de las palabras latinas crassus (que significa 'grueso') y sepalum (que significa 'sépalo') haciendo referencia a los sépalos gruesos de la especie.[7]

## Estado de conservación
En la Lista Roja de Especies Amenazadas de la UICN, la especie está clasificada como “En Peligro (EN)”.

## Usos
Se cultiva principalmente como planta ornamental y su propagación se realiza a través de esquejes o semillas.